# Лондонски вукодлак
Лондонски вукодлак (енгл. Werewolf of London) је амерички хорор филм из 1935. године, режисера Стјуарта Вокера, у коме главне улоге тумаче Хенри Хал, Ворнер Оланд, Лестер Метјуз, Спринг Бајингтон и Валери Хобсон. Ово је био први дугометражни филм о вукодлацима, а продуцирао га је Universal Pictures. Инспирисао је филмове Амерички вукодлак у Лондону (1981) и Амерички вукодлак у Паризу (1997), као и значајне елементе митологије о вукодлацима.

## Радња
Вилфред Глендон, богати и светски познати енглески ботаничар, путује у Тибет у потрази за веома ретком биљком Mariphasa lumina lupina, за коју се прича да се храни месечином. Док је тамо, напада га и уједа дивље хуманоидно створење, али он ипак успева да добије узорак биљке. У својој лондонској лабораторији конструише лампу која симулира месечину и чека да биљка процвета.
На забави, Вилфреду прилази колега ботаничар, др Јогами, који тврди да су се накратко срели у Тибету, где је и он тражио исту биљку. Јогами говори Глендону да је биљка привремени лек за „ликантрофобију”, и на Вилфредов скептицизам одговара тврдњом да зна за двојицу људи у Лондону који су постали вукодлаци, јер их је ујео други вукодлак.
На крају, једна Mariphasa процвета испод Вилфредове месечеве лампе. Када примети да му на руци расте крзно испод вештачке месечине, он сече цвет и утапка његов сок на крзно, и задивљен је када види да се његова трансформација обрће. Јогами долази у посету, тражећи два цвета, јер је та ноћ прва од четири ноћи пуног месеца када ће се вукодлаци које је поменуо трансформисати ако се не излече, али Вилфред одбија. Пре него што оде, Јогами упозорава да вукодлаци покушавају да убију оно што највише воле.
Док Вилфред истражује вукодлаке, сазнајући да морају да убију некога сваке ноћи када се трансформишу, или се неће вратити, Јогами краде два новопроцветала цвета Mariphasa. Вилфред одлучује да не прати своју жену Лизу и њеног пријатеља из детињства, Пола Ејмса, који се вратио у град у посету, на забаву њене тетке Ети, и убрзо након што они оду, претвара се у вукодлака. У немогућности да преокрене процес, он крене за Лизом, али Етини врисци га уплаше, након чега убија једну жену на улици. Иако су сви чули гласан урлик, нико на забави, осим Ети, није видео вукодлака, па мисле да је у питању само њена пијана халуцинација.
Када Пол прочита у новинама о жени коју је Вилфред убио, почиње да верује Етиној причи, будући да је већ чуо за нешто слично док је био на Јукатану, и прича о томе свом ујаку, пуковнику Форсајту, шефу Скотланд Јарда, али овај га не прихвата озбиљно. Пошто се последњи цвет још није расцветао, Вилфред изнајмљује собу преко ноћи и закључава се унутра, али избија из ње након трансформације. Ушуња се у зоолошки врт, где ослобађа вука и убија жену која је дошла на састанак са ноћним чуваром.
Следећег дана, Јогами тражи од Форсајта да одузме биљку Mariphasa од Вилфреда. Вилфред путује у опатију Фалден, породичну кућу своје жене на селу, и налаже чувару да га закључа у собу, али Лиза и Пол долазе да разгледају имање пре него што се Пол врати у Калифорнију, а Вилфред, сада претворен у вукодлака, види их кроз прозор. Он се ослобађа и напада их, али га Пол отера, том приликом га препознајући. Пол открива ово Форсајту, који, иако скептичан, пристаје да истражи Вилфреда. Они су скренути са пута када је мртва собарица пронађена у Јогамијевој хотелској соби, која је предалеко од Фалдена да би наводни вукодлак допутовао тамо за једну ноћ, али Пол открива цветове Mariphasa које је Јогами користио, а Форсајт је уверен да су на два вукодлака на слободи.
Полиција цео дан трага за Вилфредом, који се крије у својој лабораторији, чекајући да процвета једини преостали цвет Mariphasa. Када се то догоди, Јогами улази и користи га, а разбеснели Вилфред га напада. Он се трансформише током борбе и убија Јогамија, а затим јури Лизу по кући, онесвестивши Пола и узрокујући да се Ети онесвести. Док се полако приближава својој жени, стиже Форсајт и пуца у њега. Вилфред захваљује Форсајту на метку и извињава се Лизи што није могао да је учини срећнијом, пре него што умре и врати се у свој људски облик. Форсајт каже Лизи да ће ставити у извештај да је случајно убио Вилфреда док је Вилфред покушавао да је заштити.

## Улоге
| Глумац           | Улога              |
| ---------------- | ------------------ |
| Хенри Хал        | др Вилфред Глендон |
| Ворнер Оланд     | др Јогами          |
| Валери Хобсон    | Лиза Глендон       |
| Лестер Метјуз    | Пол Ејмс           |
| Лоренс Грант     | сер Томас Форсајт  |
| Спринг Бајингтон | Ети Кумс           |
| Џ. М. Кериган    | Хокинс             |
| Шарлот Гранвил   | леди Алис Форсајт  |
| Етел Грифис      | госпођа Вак        |
| Зефи Тилбери     | госпођа Монкастер  |